# 私法
私法（しほう、羅: ius privatum、仏: droit privé、英: private law）とは、私人間の関係を規律する法。民事実体法ともいう。

## 概要
私法は国家等の公権力と私人の関係を規律する法である公法（憲法・行政法・民事手続法・刑法・刑事手続法）に対置される。
具体的には、私法の一般法である民法や、その特別法である商法や知的財産法などだが、労働法や消費者法にも私法に関する特別なルールが置かれる。私法関係における権利を私権という。
なお、私法とは別に、裁判所においていずれの法域の私法上のルールを準拠法として適用すべきかを定める間接規範として、国際私法がある。
なお、ローマ法やフランス法などにおいては、民事法および刑事法を併せて私法といい、公法（憲法・行政法）と対置する。